# Kaluža (Slowakei)
Kaluža (bis 1927 slowakisch „Kaluša“; ungarisch Ungtavas – bis 1907 Kalusa oder Kalussa) ist eine Gemeinde im Osten der Slowakei mit 481 Einwohnern (Stand 31. Dezember 2024), die zum Okres Michalovce, einem Teil des Košický kraj, gehört und in der traditionellen Landschaft Zemplín liegt.

## Geographie

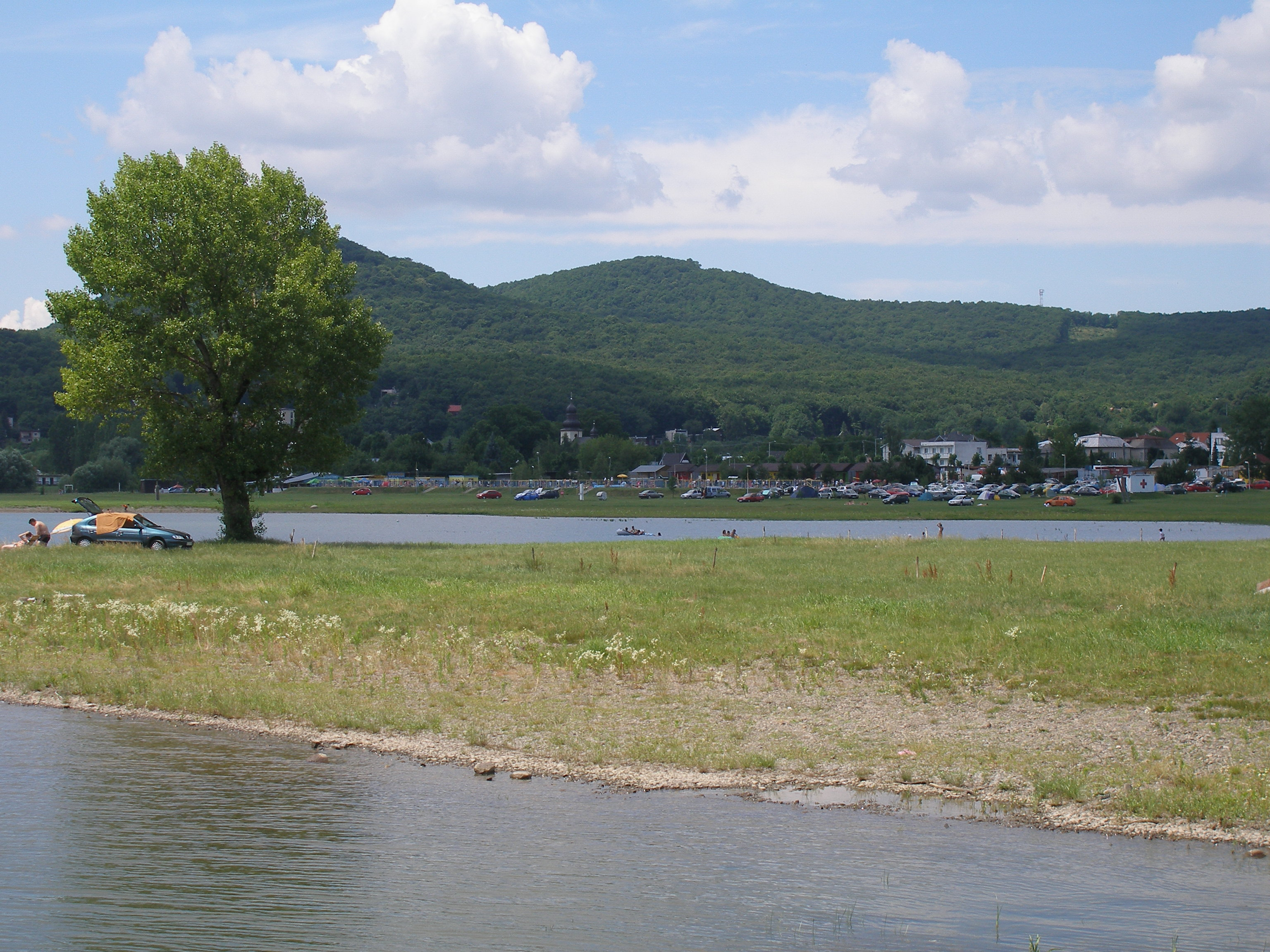
Kaluža und der Stausee Zemplínska šírava unter dem Vihorlatgebirge

Die Gemeinde befindet sich im Nordteil des Ostslowakischen Tieflands am Fuße des nördlich gelegenen Vihorlatgebirges, am Nordufer des Stausees Zemplínska šírava. Das Ortszentrum liegt auf einer Höhe von 120 m n.m. und ist 10 Kilometer von Michalovce entfernt.
Nachbargemeinden sind Valaškovce (Militärgebiet) im Norden, Klokočov im Osten, Lúčky im Südosten, Hažín im Süden und Vinné im Westen.

## Geschichte

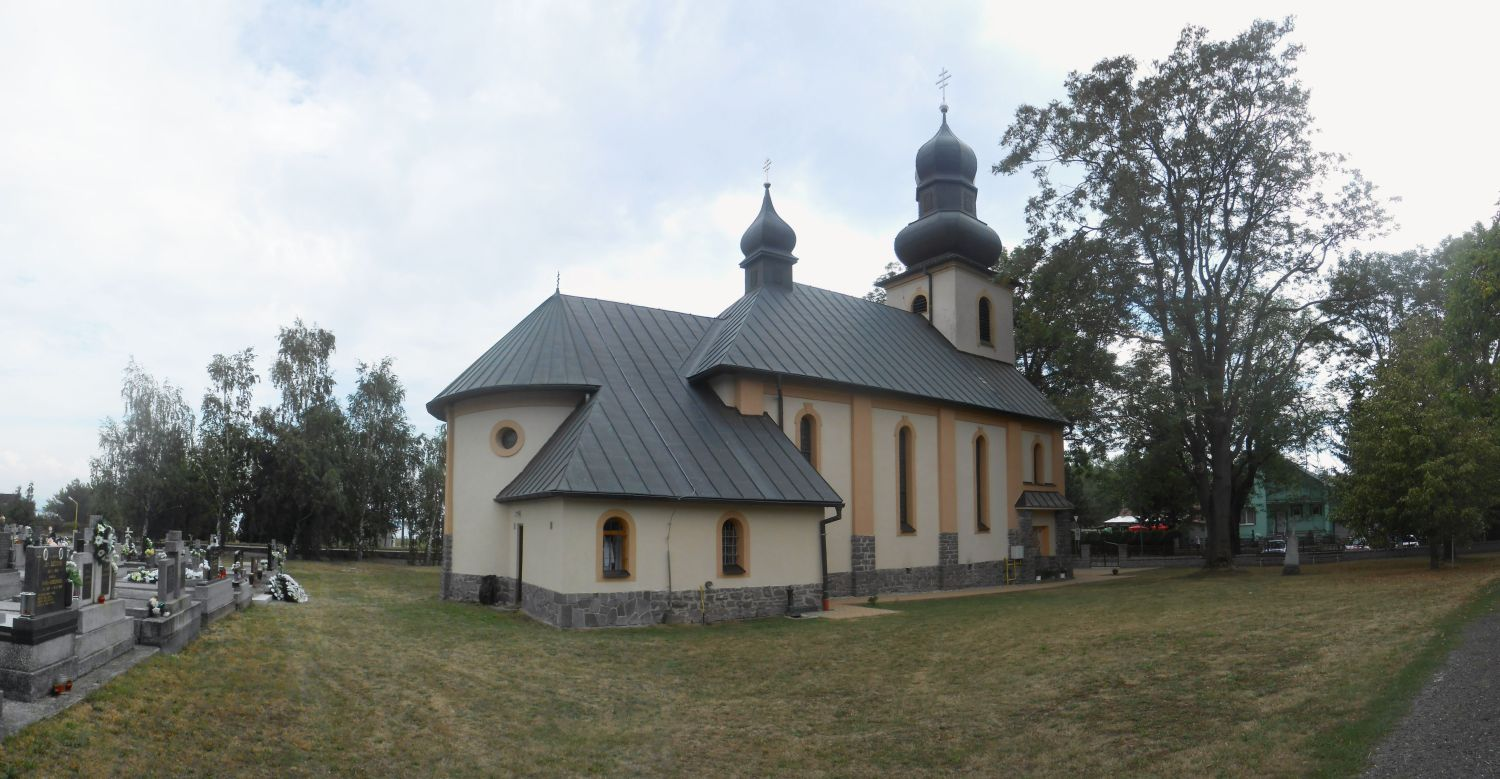
Kirche in Kaluža

Kaluža wurde zum ersten Mal 1336 als Kalasamezow schriftlich erwähnt und war Teil des Herrschaftsgebiets von Großmichel. Nach einem Steuerverzeichnis gab es im Jahr 1427 16 Porta. 1715 wohnten hier zwei, 1720 sechs Haushalte. 1715 gab es Weingärten im Gemeindegebiet. 1828 zählte man 61 Häuser und 405 Einwohner, die als Landwirte und Waldarbeiter beschäftigt waren. Die Wälder waren bis ins 20. Jahrhundert Besitz des Geschlechts Sztáray.
Bis 1918/1919 gehörte der im Komitat Ung liegende Ort zum Königreich Ungarn und kam danach zur Tschechoslowakei beziehungsweise heute Slowakei.

## Bevölkerung
| Jahr                | 1994 | 2004    | 2014    | 2024     |
| ------------------- | ---- | ------- | ------- | -------- |
| Anzahl der Personen | 343  | 375     | 394     | 481      |
| Unterschied         |      | +9,32 % | +5,06 % | +22,08 % |

| Jahr                | 2023 | 2024    |
| ------------------- | ---- | ------- |
| Anzahl der Personen | 472  | 481     |
| Unterschied         |      | +1,90 % |

Nach der Volkszählung 2011 wohnten in Kaluža 358 Einwohner, davon 328 Slowaken, zwei Russinen und ein Ukrainer. 27 Einwohner machten keine Angabe zur Ethnie.
200 Einwohner bekannten sich zur griechisch-katholischen Kirche, 78 Einwohner zur römisch-katholischen Kirche, sechs Einwohner zur orthodoxen Kirche, fünf Einwohner zur Evangelischen Kirche A. B., vier Einwohner zu den Brethren und ein Einwohner zu den Zeugen Jehovas; ein Einwohner bekannte sich zu einer anderen Konfession. 30 Einwohner waren konfessionslos und bei 33 Einwohnern wurde die Konfession nicht ermittelt.

## Bauwerke
- griechisch-katholische Kirche

## Tourismus
Kaluža ist insbesondere im Sommer ein bedeutender touristischer Ort am Nordufer der Zemplínska šírava, mit drei Erholungsstätten: an der Halbinsel Medvedia hora sowie weiter Kaluža und Kamenec. 2014 wurde in Medvedia hora der ganzjährig betriebene Thermalpark Šírava eröffnet.

## Verkehr
Durch Kaluža verläuft die Straße 2. Ordnung 582 (Michalovce–Jovsa–Sobrance), die von Michalovce bis hier vierspurig ausgebaut ist. Der nächste Bahnhof ist ebenfalls in Michalovce, an der Bahnstrecke Michaľany–Łupków.